# Marcus Schwarze
Marcus Schwarze (* 17. Dezember 1969 in Hannover) ist ein deutscher Journalist und Buchautor für den Fachbereich Internet, Künstliche Intelligenz und Anwendungssoftware. Seit 2018 berät er als Freier Journalist Kunden, insbesondere Behörden, bei ihrer Öffentlichkeitsarbeit, bei Internetprojekten und bei der Einführung von Künstlicher Intelligenz. Für die Frankfurter Allgemeine Zeitung schreibt er seit 2023 regelmäßig in einem Newsletter über praktische Anwendungen der KI.

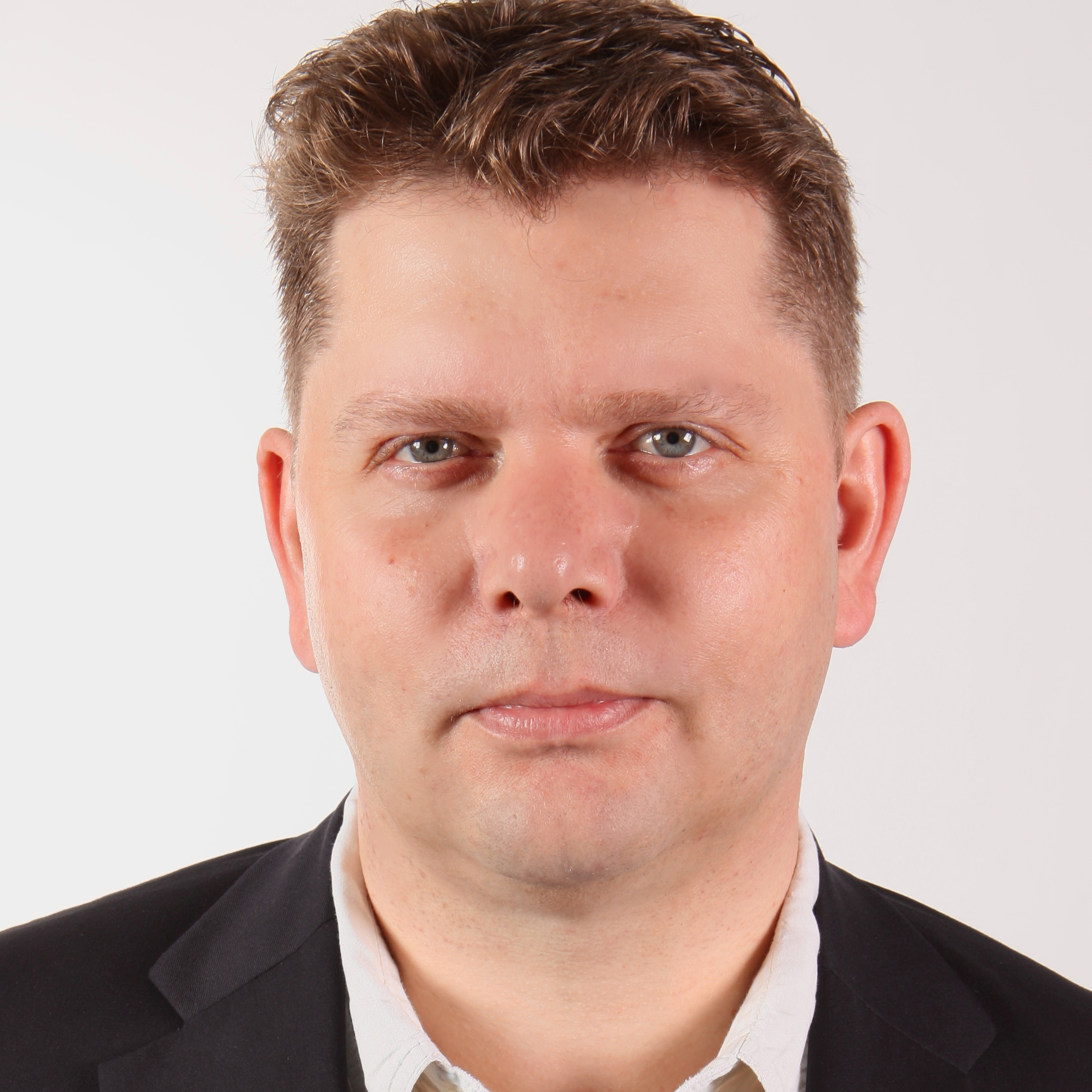

Bis 2010 schrieb er regelmäßig für die wöchentliche Computerseite der Hannoverschen Allgemeinen Zeitung, in der er 1995 gemeinsam mit Ernst Corinth auch die wöchentliche Rubrik Netzgeflüster begründete, die älteste Internet-Kolumne einer deutschen Tageszeitung.
Im Januar 2011 wechselte Schwarze als „Chef Digitales“ und Mitglied der Chefredaktion zur Koblenzer Rhein-Zeitung. Im August und September 2017 arbeitete Schwarze als Redaktionsleiter Online für die „heute Show“ des ZDF. Von Oktober 2017 an war er Leiter der Online-Redaktion bei der Berliner Morgenpost der Funke Mediengruppe. Nach einer Zwischenstation bei der Storymachine GmbH in Berlin arbeitet er seit Oktober 2018 als Freier Journalist und Berater Digitale Kommunikation von Koblenz aus.

## Auszeichnungen
2004 nahm der Journalist den erstmals vergebenen „Preis für Verbraucherjournalismus“ (dritter Platz) der Stiftung Warentest für die Computerseite in der Hannoverschen Allgemeinen Zeitung entgegen, für die er seit 1994 verantwortlich war.

## Veröffentlichungen
- Marcus Schwarze: Perfektes Prompten: Wie Sie KI-Modelle meisterhaft anleiten. Selbstverlag, Koblenz 2025, ISBN 979-8291264669.
- Marcus Schwarze, Sandra Elgaß: Schritt für Schritt ins Internet. Mittelrhein-Verlag, Koblenz 2015
- Marcus Schwarze, Ernst Corinth, Dirk Kirchberg: So klappt’s mit dem Internet. Madsack, Hannover 2009, ISBN 978-3-940308-35-1.
- Michael Pohl, Marcus Schwarze, Sascha Aust: So klappt’s mit Windows 7: Eine leicht verständliche Einführung ins aktuelle Windows-Betriebssystem. Madsack Supplement, Hannover 2009, ISBN 978-3-940308-38-2.
- Marcus Schwarze, Sascha Aust, Michael Pohl: So klappt’s mit Windows Vista. Madsack Supplement, Hannover 2007, ISBN 978-3-940308-15-3; Leipziger Medien-Service, ISBN 978-3-9811948-0-7.
- Marcus Schwarze: Tipps & Tricks für Windows XP, Neue Presse/Hannoversche Allgemeine, Hannover 2005, ISBN 3-7860-0523-0.
- Marcus Schwarze, Stefan Vogt: Schritt für Schritt ins Internet. Hannoversche Allgemeine Zeitung, Hannover 2002
- Marcus Schwarze: Windows ganz leicht, Hannoversche Allgemeine Zeitung, Hannover 1998